# 清水區 (台灣)
清水區，舊稱「牛罵頭」，日治時期改稱「清水」，前身「清水鎮」，位於臺灣臺中市西部，大肚臺地與臺灣海峽間的清水隆起海岸平原北部一帶。全境面積約為64.1709平方公里，是臺中市海線地區面積最大的行政區:160。曾為臺中州大甲郡清水街、臺中縣大甲區清水鎮及縣直轄清水鎮，縣市合併後改制為「清水區」，隸屬臺中市:160。
由於清水區居大甲溪出海口，西鄰臺灣海峽，擁有豐富的濕地自然景觀，且因海港與漁港的設立，使其具有港口機能，造就農、漁業共同發展的特殊文化:23。而在1950年代左右因有眷村的設立，也為清水區攜入獨特的眷村文化:207。農作物種植上最主要為稻米，蔬果類則有韭黃、白蘿蔔、西瓜、荔枝等，其中又以韭黃與白蘿蔔為主要的農特產，並以韭黃聞名全臺。觀光方面，緊鄰大甲溪出海口一帶有著名的高美濕地:22，其他尚有港區藝術中心、梧棲漁港、大楊油庫及國道三號清水服務區等景點。

## 歷史
清水區舊稱「牛罵頭」，係巴布拉族牛罵社的聚居地，「牛罵」一詞為「Guma」、「Gomach」或「Goema」之音譯，另有一說則是因當地鰲峰山形似牛頭而故名。1920年街庄改制時，鰲峰山下有一「埤仔口」湧泉，水質良好且清澈見底，故改名為「清水」:121。
清水位於臺中市的西海岸，本地的史前文化是距今約3500年至4000年，屬於新石器時代的牛罵頭文化，在漢人大量移入前原為巴布拉族（拍瀑拉族、Papora、Vupuran）Gomach社的聚居地，現今清水的西社社區一帶，舊稱「社口」，就是當時巴布拉族的出入口，也是清水的舊地名－「牛罵頭」，便是藉Gomach的音譯而來。
1684年（康熙二十三年）福建水師提督施琅攻台，開始在台灣設立官署，清水地區為諸羅縣所轄，當時清水尚屬未開發的不毛之地。雍正年間開始有漢人大規模的湧入清水地區並向平埔族租地墾殖，並有官軍在今日的營盤巷駐防。到乾隆年間，才逐漸發展成為市集，發展成為中部的稻米和山產的集散地:141。
早期清水的漢人移民，以來自閩、粵為主，現在位於清水大街路上的三山國王廟，尚有早期客家人墾殖清水的痕跡。1686年清廷開放有業良民可攜眷渡台墾荒，尤以泉州府移民的楊姓、蔡姓居多，楊、蔡兩族落腳於清水社口，大量墾殖，自此兩家族繁衍開來，時至今日，楊、蔡兩姓仍為清水兩大姓:141:234。
進入日治時期後，清水的政商中心集中於大街路一帶，早期的大街路相當繁華，如帽席檢查所、郵便局、電火局、自來水廠、消費市場、輕便車站等，著名的杏花天酒家、朝鮮樓亦座落於此，另有本島人旅館、山本旅館可供外地人住宿，由此可窺見當時大街路的榮景，雖然後來的大甲郡役所已遷往新闢建的陸軍路，總督府也有意計畫將政商機關陸續遷往陸軍路，但總體而言，大街路的繁華一直維持到1935年新竹–台中地震為止。
新竹-台中大地震後，台灣總督府對台灣中部展開全面性都市更新，而清水的都市重建計劃採棋盤式街道，在政商機關陸續遷往陸軍路後，也宣告清水的重心正式西移，時至今日，中山路、光復街、新興路一帶仍是清水最繁華熱鬧的地段。
1950年依據《台灣省各縣市實施地方自治綱要》撤銷區署（即縣轄區），並將各縣分割為小縣，清水鎮隸屬於新分割出的臺中縣。而因原臺中縣縣政府設於員林鎮，分割出的新臺中縣不包含員林，所以需要尋找新的縣政府用地。民政廳、地方自治研究會及省參議會的方案將縣治設在豐原鎮，引起海線不滿而成立清水置縣協進會進行陳情，認為當時海線較山線繁榮，從苗栗到台中海線沿線幾乎都是鎮級規制，台中海線人口28萬且有四鎮，山線18萬人口僅豐原、東勢二鎮。後來地方自治自治督導委員會的修正案，臺中縣政府改為設於清水鎮，進而引起山線不滿進行陳情。最後行政院第145次會議決定通過將縣治設於豐原鎮，也造成日後山線逐漸發展超過海線。
行政區劃沿革
1895年，清廷簽訂《馬關條約》，將臺灣割讓給日本，臺灣劃分為3縣1廳，清水隸屬臺灣縣彰化支廳牛罵頭辦務署；8月24日改設1縣2民政支部1廳，屬臺灣民政支部彰化出張所；11月6日，彰化出張所裁撤改為鹿港出張所。1896年再改設3縣1廳，屬臺中縣。1897年5月3日改設6縣3廳，屬臺中縣牛罵頭辦務署。1898年6月復改設3縣3廳，屬臺中縣梧棲港辦務署牛罵頭支署:147。1901年11月，廢縣及辦務署，全臺改設20廳，清水隸屬臺中廳牛罵頭支廳大肚上堡:147－148。1905年廢牛罵頭支廳，改設沙轆支廳，屬臺中廳沙轆支廳。1909年10月全臺20廳併為12廳，屬臺中廳沙轆支廳大肚上堡，一部分屬牛罵頭區，一部分屬公館區，一部分則屬四塊厝區。1920年7月，地方制度改革，全臺灣改設5州2廳，牛罵頭街屬臺中州大甲郡，隨後首任街長楊肇嘉將牛罵頭街改名「清水街」:148。清水街轄清水、社口、秀水、大槺榔、四塊厝、高美、三塊厝、田寮、大突寮、吳厝、楊厝寮等11個大字:160－162。中日戰爭發生後，1937年12月起日本逐步提出規劃以梧棲港為中心，並納入周邊地區開闢為大規模貿易港的計劃。1939年定名為「新高港」，並於同年9月25日正式開工。1940年曾預計將大甲、清水、沙鹿、梧棲、龍井合併為「新高市」，直至1943年起受到太平洋戰爭的影響，梧棲港被作為南進補給站，其後新高港計劃亦停止發展:156。
1945年臺灣由中華民國接管，全臺分八縣九省轄市一管理局，清水鎮屬臺中縣大甲區。1950年，調整行政區域，臺中縣分為臺中、彰化、南投三縣，並裁撤區署，清水鎮改直隸於臺中縣，下分31里。1952年，清水鎮秀水、槺榔、南社三里劃出中社里，此後境內里數固定不變。2010年12月25日，臺中縣市合併改制為直轄市，清水鎮改制為市轄區「清水區」，屬臺中市:160。

## 地理

### 地形
清水區位於臺中市西部，位居大甲溪下游南岸的海岸平原，大肚山西北麓。東為神岡區，南鄰梧棲、沙鹿兩區，西濱臺灣海峽，北隔大甲溪與大安、大甲、外埔三區相望。土地面積約為64.1709平方公里，行政區域東西長約12.55公里，南北長約7.5公里。全境海拔高度約為8公尺，最高點位於吳厝里東方（標高218.7公尺）:23。清水區的西部是平原區，係由大甲溪新沖積扇南段與清水隆起海岸平原北段所組成，東部則是大肚臺地北段，海拔高度多在180公尺以上。整體而言，清水區可分為三個地形區，一為東部的大肚山臺地區，一為北部的大甲溪新沖積扇區，一為西南部的清水隆起海岸平原區:25。
大肚臺地北由大甲溪南岸，南至大肚溪北岸，南北長約20公里，東西平均寬約7公里，大致呈北北東—南南西方向延長:25。清水區的東部是大肚臺地的北段，海拔高度平均151公尺，橫跨楊厝里、吳厝里、海風里及東山里等地，可分為古海岸平原面及大甲溪谷流路等兩個平坦地形面。大肚臺地頂部是古海岸平原面，因被大甲溪古流路分隔，故細分為公館面、吳厝面與金瓜山面，三面平均高度約在200至220公尺間，與大肚面的最高點307公尺相差近100公尺，可能是因造構運動影響所致。大甲溪古流路可細分為橋頭寮面、舊庄面與大缺面，橋頭寮面分佈在公館面、金瓜山面與吳厝面之間，為古大甲溪分流穿過三個LH面間的鞍部所形成。舊庄面是橋頭寮面的分流，在公館面東北方有一分支，沿著舊庄向斜軸向西北流而形成，在舊庄西北方與大缺面會合。大缺面位於大缺東南方一帶，沿著大甲溪南岸分佈，海拔高度約在150至160公尺間，階面西傾為大甲溪的一分流所形成。除了前述的主要地形面，臺地西緣上有被順斜河所形成的沖積扇再受切割形成的扇階面，比如鰲峰山公園所在的清水扇階:26。
數萬年前，大肚臺地與后里臺地連成丘陵時，大甲溪往南流入臺中盆地，所搬運的岩屑堆積成為大甲溪舊沖積扇，扇頂位於山線鐵橋北側的埤頭山附近（標高約250公尺），扇端在臺中市區一帶，西由大肚臺地阻隔。其後地盤隆起，形成清水隆起海岸平原，大肚臺地與后里臺地連城的丘陵被切割，約在1萬年前，大甲溪便由臺中盆地改向西延長至海岸並流入海，所搬運的物質堆積而成新沖積扇，新沖積扇扇頂約在山尾東方約1公里處的溪底（標高85公尺）。南至清水街區北緣、鎮平、武鹿一帶，是由大甲溪沖積而成，為大甲溪新沖積扇的南扇:27。
清水隆起海岸平原位於大甲溪新沖積扇與大肚溪之間，東有大肚臺地西緣的切割斷層崖，平原東西均寬約4.5公里，是約在1萬年前起由泥沙堆積及沿海陸地隆起的海岸平原，平原整體坡度甚小，東緣的清水市區一帶海拔約有10公尺，平原地層主要由粗砂、細砂、黏土及少許細礫所組成:27。

### 水文
大甲溪為臺灣第五大河川，主流全長約有120公里，其中流經清水區的河段長約9.6公里，發源於臺中市、苗栗縣交界處的雪山南坡，即位於和平區境內，海拔高度約3,884公尺，上游由七家灣、高山、四季郎、南湖、耳無、合歡等數條溪流合流後，向西貫流臺中市，沿途納入志樂、登仙、匹亞桑、良久屏、小雪、石山、馬崙、鞍馬、稍來、佳保、裡冷、東卯、沙連、橫流等眾多溪流，流經清水區時形成網狀流路，最後於清水、大安兩區交界入海。其支流舊庄溪是五福圳、高美圳等人供灌溉渠的源頭，為農業灌溉的重要水源:28。
清水溪原名「牛罵溪」，上游由橋頭寮、米粉寮兩溪在雕塑公園匯合，至頂秀水一帶後，尚有源自沙鹿區的鹿寮溪匯入，出海口原在梧棲區，現由人工渠道清水大排水溝匯入高美濕地，最後注入臺灣海峽:28。
清水區的人工溝渠功能主要分為兩種，一為灌溉使用，另一為防洪使用。清水區主要的灌溉溝渠有五福圳與高美圳等兩條水圳，前者在清水區的灌溉面積約為1,380公頃，後者則全境皆在清水區內，面積有827公頃，兩圳的水源皆為大甲溪。五福圳由客庄一帶引入大甲溪溪水灌溉，其幹線、支線及分線包括五福圳幹線、國姓支線、菁埔支線、大槺榔支線、埤子口分線、三槺榔支線、鎮平分線及金裕分線，流經範圍包括臨港路以南至沙鹿、梧棲等地。高美圳由台1線與縱貫線大甲溪橋之間引入大甲溪溪水為灌溉水源，提供臨港路以北的高美地區（高美里、高北里、高南里、高東里及高西里）灌溉，其幹線及支線包括高美圳幹線、舊庄支線、海口支線及番子寮支線:29。
而在防洪輸澇大排方面，有米粉寮大排、海濱大排、槺榔大排、海尾大排與銀聯大排等，係因應夏季豪雨而在地勢低平區域興建，作為疏通洪澇之用:29。

### 氣候
清水區氣候為副熱帶季風氣候，長夏無冬:53，年均溫約為攝氏22度，並以7至8月氣溫最高，年平均降雨量約為1,294毫米，並集中在夏季:49。夏季受到西南季風帶入大量水氣，以及8至9月颱風侵襲的影響，是清水區全年的主要降水來源:49、51；冬季盛行東北季風的期間，由於清水區處於雪山山脈的雨影區，加上清水區西側臨海，境內海拔高度較低而無地形阻隔的影響，使得清水區冬季乾旱且風勢強勁，其冬季氣溫常降至攝氏10度以下，1至2月期間常有6至8級的強風:49、51。

### 人口
根據臺中市政府民政局統計，2024年底清水區戶數約3.4萬戶，人口約9.1萬人。清水區人口密度每平方公里多於1萬人的里主要分布於中華路以東及中山路附近的地區，即清水街區一帶。大楊地區由於地處山麓，居民多以農業為主，生活環境較為艱困，為清水區人口分布較少的地區。區內人口最多和最少的里分別是南社里和中興里，2024年底兩里人口分別為13,361人和439人，其中中興里亦為臺中市人口最少的里；人口密度最高和最低的里分別是西寧里和吳厝里，2024年底兩里人口密度分別為每平方公里17,238人和每平方公里189人:24－25。

## 政治

### 歷任首長
| 任次 | 姓名   | 任期                           | 備註 |
| 1    | 顏秋月 | 2010年12月25日－2014年12月24日 |      |
| 2    | 劉振榮 | 2014年12月25日－2016年7月25日  |      |
| 3    | 張明昌 | 2016年7月25日－2019年1月4日    |      |
| 4    | 蔡慶生 | 2019年1月4日－                 | 現任 |

### 區政組織

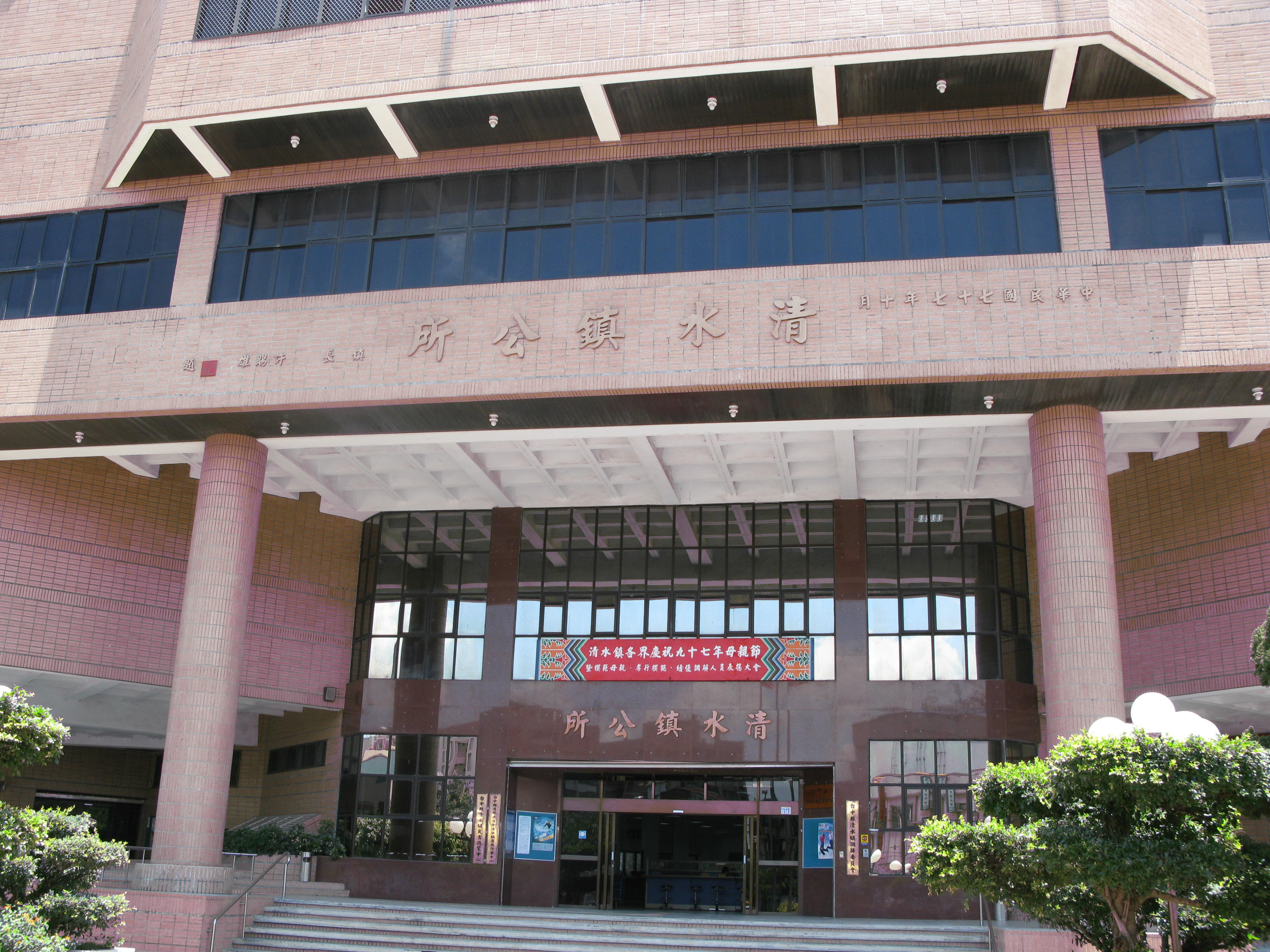
2008年6月的清水鎮公所（現已改制為清水區公所）

清水區公所是臺中市政府在清水區的派出機關，在中華民國政府架構中為市政府綜理區政的執行機關，上級業務監督機關為臺中市政府。区长由市長任命，其任期為無任期保障。在區長及主任秘書之下，設有5課4室等9個內部單位。

### 警政消防
- 警政：清水區為臺中市政府警察局清水分局之駐在地，區內設有清水派出所、三田派出所、大秀派出所、高美派出所及大楊派出所。
- 消防：設有臺中市政府消防局第四救災救護大隊清水分隊。

### 行政區
現今清水區行政範圍的確立，來自於1920年，日本將臺灣十二廳改為五州二廳，設清水街屬臺中州大甲郡:295、296。清水街轄清水、大槺榔、社口、秀水、高美、三塊厝、四塊厝、田寮、楊厝寮、吳厝、大突寮等11個大字。1946年1月，改為「清水鎮」，屬臺中縣大甲區:304－305。1950年，裁撤區署，清水鎮改直隸於臺中縣:305。2010年12月25日，臺中縣市合併改制為直轄市，清水鎮改制為市轄區「清水區」，隸屬臺中市:19。
清水區共轄32里，其行政區域分布情形為:23－24：
| 清水區行政區劃 |            |            |            |            |            |            |            |            |            |            |
|                |            |            |            |            |            |            |            |            |            |            |
| 次分區         | 編號. 里名 | 編號. 里名 | 編號. 里名 | 編號. 里名 | 編號. 里名 | 編號. 里名 | 編號. 里名 | 編號. 里名 | 編號. 里名 | 編號. 里名 |
| 清水區         | 1. 靈泉里  | 2. 鰲峰里  | 3. 中興里  | 4. 北寧里  | 5. 西寧里  | 6. 文昌里  | 7. 南寧里  | 8. 清水里    | 9. 西社里    | 10. 南社   |
| 大秀區         | 11. 槺榔里 | 12. 中社里   | 13. 海濱里 | 31. 秀水里   | 14. 武鹿里 | 15. 臨江里 | 32. 裕嘉里 |            |            |            |
| 三田區         | 21. 國姓里 | 22. 菁埔里 | 23. 頂湳里 | 28. 下湳里 | 29. 田寮里 | 30. 橋頭里 |            |            |            |            |
| 大楊區         | 24. 海風里 | 25. 東山里 | 26. 楊厝里 | 27. 吳厝里 |            |            |            |            |            |            |
| 高美區         | 16. 高南里 | 17. 高西里 | 18. 高北里 | 19. 高美里 | 20. 高東里 |            |            |            |            |            |

## 經濟
清水區南北兩側之產業分布情況不盡相同，農業主要分布於北側各里，工業則主要分布於南側各里。

### 農業
清水區耕地面積約為2,726公頃，占全區總面積之42.49％，其中水田2,021公頃，占耕地面積之74.14％。農作物種植以生產稻米為主，其次為甘藷，另有玉蜀黍、花生。蔬果類主要生產韭黃、白蘿蔔、西瓜、荔枝，當中韭黃與白蘿蔔是清水區主要農特產，並以韭黃聞名全台。

### 工業
清水區自日治時期始被視為農業重鎮，二戰後初期在工商業的發展上仍屬落後，其中1950年代前期清水區從事工業的人口，僅佔清水區勞動人口的1%:458。1970年代之前，清水區的主要經濟仍為農業，工業較不發達。1970年代至1990年代初期期間，隨著製鞋業的興起，清水區的製帽業、製鞋業、紡織業等產業始為興盛，中山路一帶工廠家數快速增加。至1990年代後由於工資上漲等因素，製帽業、製鞋業、紡織業復受到影響而發展衰退。1994年，清水區的工業是以塑膠產品製造業、紡織業、機械設備製造業為主，到了2009年則是機械設備製造業、紡織業、塑膠製品製造業、金屬製品製造業，當中除了金屬製造業以外，其餘類別產業的工廠數量皆為減少，自資料上看出，金屬製造業逐漸成為清水區的新興產業。清水區的工廠主要集中在境內南部，並以下湳里為最多，其中2010年該里共計120間廠商，而其餘各里的工廠數大多未滿20間:459。

### 商業
截至2019年底，清水區商業登記家數共計有3,981家，無論是依登記家數或資本額，皆以批發及零售業2,121家、2.7億元為最多，商業登記家數以製造業685家次之，資本額則以營建工程業1.6億元次之。

### 金融業
清水區的金融業始於日治時期，1916年5月5日由地方人士共同發起的責任有限牛罵頭信用組合（今清水區農會）:471。除清水信用組合外，尚有1920年7月5日成立的彰化銀行牛罵頭出張所（今彰化銀行清水分行）:471、472。戰後則有華南銀行等五家金融業者在清水區設立分行，依序是1947年華南銀行清水分行:472－473、1953年臺中區合會儲蓄股份有限公司大甲分公司清水標會處（今臺中商業銀行清水分行）:473、1993年華僑銀行清水分行（2007年改為花旗銀行清水分行）:473－474、1994年第一銀行清水分行:474、1995年世華銀行清水分行（2003年改為國泰世華銀行清水分行）:474，其後花旗銀行清水分行已在2018年8月3日起停業，故目前清水區內共有4間銀行。
清水區農會創立於1916年5月5日，名有限責任牛罵頭信用組合，1924年3月，改名有限責任清水信用組合，1934年1月20日，拓展組織功能，改為保證責任清水信用購買販賣利用組合:431、471，1944年改組清水街農業會，期間經歷清水區各階段改制變更，經歷過清水鎮農會、清水鎮合作社:432、471，2010年12月25日，改名清水區農會。在農會業務職掌方面，設有保險、供銷、信用、推廣、會計、會務等部門:436，信用部除本部外，並陸續成立臨江辦事處、南社辦事處等:438。

## 文化
清水區的民間信仰，最早始於1746年建成於牛罵頭街區的三山國王廟，其與1750年建成的紫雲巖、1796年建成的文興宮，形成清水區早期較具規模的三大廟宇:587。19世紀後，牛罵頭、四塊厝等地開始有大量廟宇的建成，並以蓬麓宮、福德祠、文昌廟為主要廟宇:587－588。之後牛罵頭、大槺榔等地有數個神明會組織的創立，主要為土地公會、保安尊王會等，是清水區民間信仰的蓬勃發展時期:588－590。戰後隨著社會穩定與經濟發展變化，促使清水有各類新興宗教團體的出現與新廟宇的建成:590。其主要有觀世音菩薩、天上聖母、開臺聖王、王爺、三官大帝、玉皇上帝、關聖帝君、玄天上帝、太子元帥、金天太子、廣澤尊王、董公真仙、十二延女娘娘、三山國王、濟公禪師、齊天大聖、張府天師、武財神、清水祖師、城隍、鬼魂崇祀、竹巷媽、福德正神等23位神祇:590－638。清水區的佛教信仰分為位於文昌里的覺元禪寺，位於鰲峰里的碧華寺、聖南寺、臺中港佛教蓮社，位於吳厝里的清雲巖、六祖禪寺、三慶禪寺、保羅禪寺，位於西寧里的慈德堂，位於橋頭里的智禪寺，位於菁埔里的顯明寺等11間寺廟:639－643。清水天主堂為清水區唯一的天主教教堂:644－645。清水區的基督新教信仰分為台灣基督長老教會清水教會、清水真耶穌教會、基督教協同會清水南社里教會、財團法人清水教會聚集所、國際差傳協會等:647－652。清水區的一貫道信仰分為清水觀音堂、正尚佛堂等:653－654。

## 教育

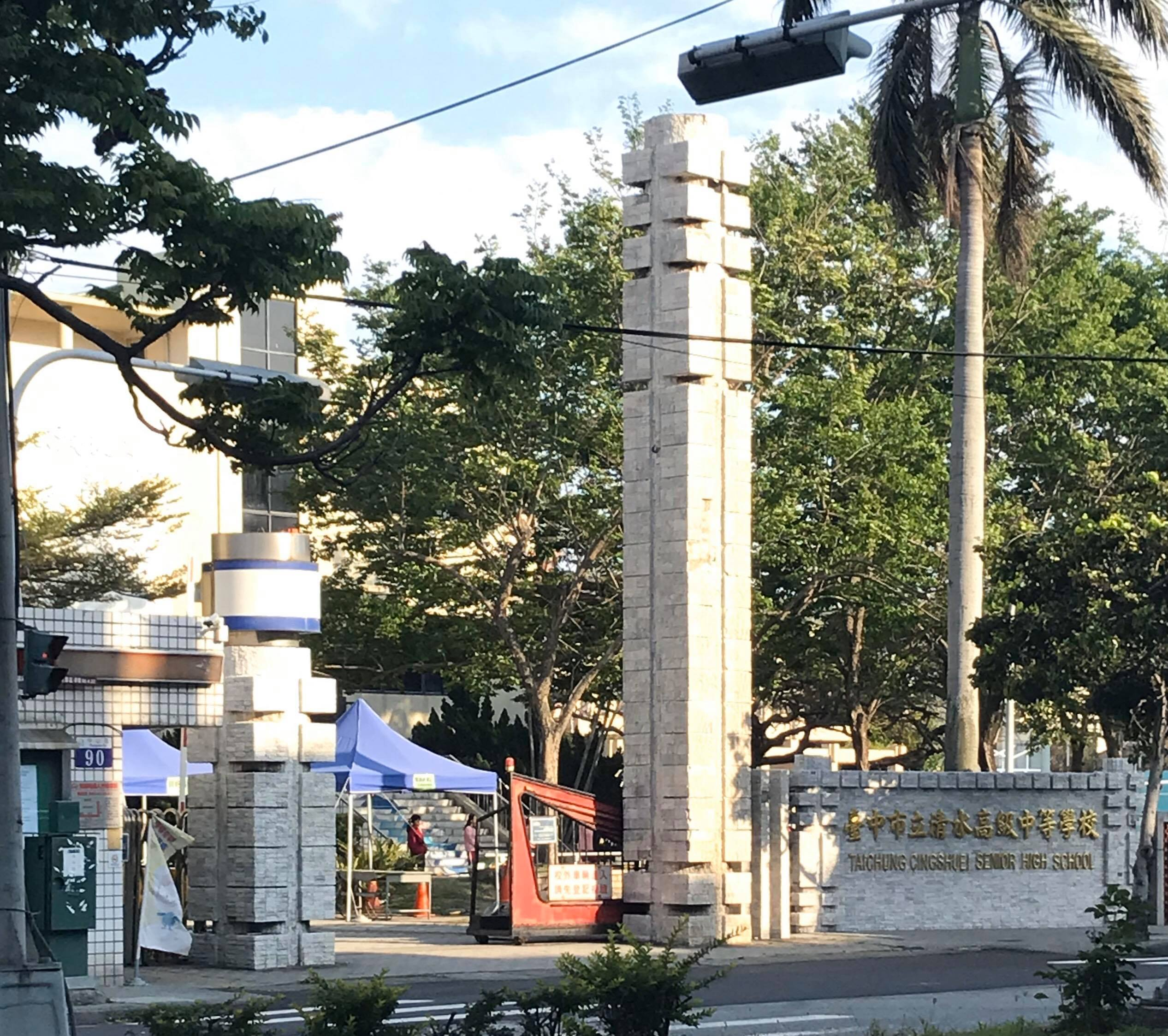
清水高中

### 高級中學
- 臺中市立清水高級中等學校
- 臺中市私立嘉陽高級中學

### 國民中學
- 臺中市立清水國民中學
- 臺中市立清泉國民中學
- 臺中市立清海國民中學

### 國民小學
- 臺中市清水區清水國民小學
- 臺中市清水區大秀國民小學
- 臺中市清水區甲南國民小學
- 臺中市清水區吳厝國民小學
- 臺中市清水區建國國民小學
- 臺中市清水區槺榔國民小學
- 臺中市清水區三田國民小學
- 臺中市清水區大楊國民小學
- 臺中市清水區西寧國民小學
- 臺中市清水區東山國民小學
- 臺中市清水區高美國民小學

### 圖書館
- 臺中市立圖書館清水分館
  - 清水分館紫雲巖書庫

## 交通

### 航空
- 清泉崗機場：機場北邊部分區塊位於本區。

### 鐵路

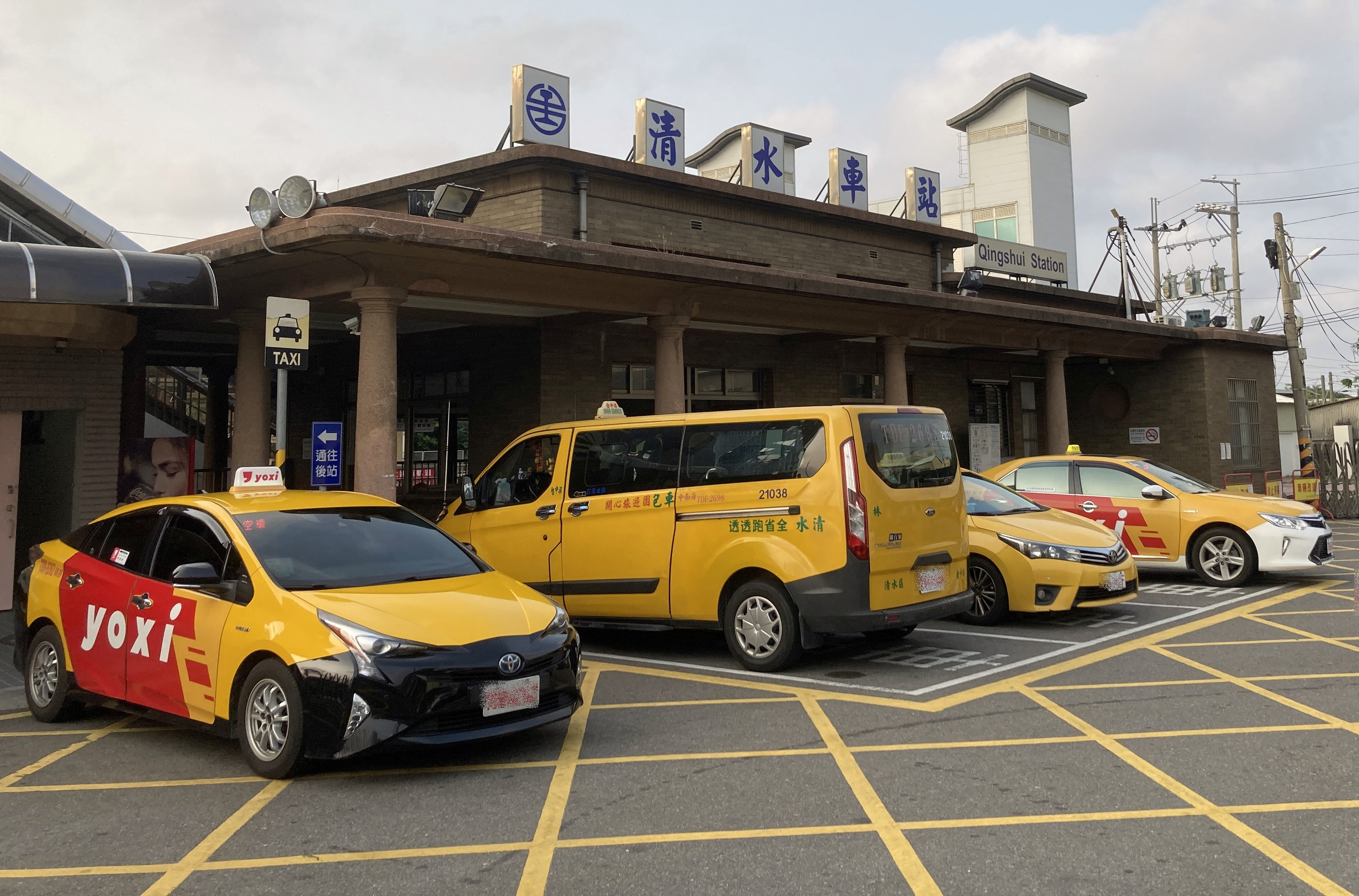
清水車站

清水區的鐵路建設始於日治時期，於1919年由臺灣總督府鐵道部興築自竹南經通霄、大甲至王田的海線鐵路，總長為91.2公里，促進清水物產與旅客輸送更為便利。二戰後，政府自1953年起開始進行擴張鐵路路線等的經濟計劃。1974年台中港線完工，全長7.1公里，起自甲南經由清水區境至台中港區，是為闢建台中港工程運送材料的專用鐵路，不進行客運服務。1975年完成甲南至清水段的海線鐵路雙軌工程，1978年完成清水鐵路電氣化。1985年，原甲南站改名「台中港站」，原台中港站則廢站並改為台中港站貨運辦公室:475。
清水區現有2座台鐵車站。清水車站設於1920年12月20日，為三等站，共設兩座島式月台，距離清水市區約1.5公里:475，車站初期名「清水驛」，為一木造站房，後因1935年發生墩仔腳大地震而被震毀，翌年（1936年）5月新建時，車站構造改為鋼筋混凝土迄今:818。台中港車站設於1922年10月11日，初期名為「甲南驛」。1971年被降為簡易站，後於1976年5月1日升為三等站。1985年1月1日改名「台中港站」，1987年7月1日升為二等站，為海線貨運最大站。

### 公路
- 福爾摩沙高速公路
  - 169 中港系統中港系統交流道（連接國道四號）
- 台中環線
  - 0 清水端清水端
  - 2A-B 中港系統中港系統交流道（連接國道三號）
- 台1線：中華路[註 1]、中山路[註 2]
- 台10線：中清路
  - 台10乙線：中航路
- 台17線：臨港路
- 西部濱海快速公路
  - 150 清水清水交流道

### 公車客運
臺中市市區公車經過清水市區主要的路線有93路（海環線，新烏日車站至大甲區銅安厝）、123路（臺中慈濟醫院至梧棲觀光漁港）、303路（大勇東四維東路至新民高中）、304路（港區藝術中心至新民高中）、306路（清水至臺中車站，經梧棲）、500延路（中清幹線延駛路線，三田國小至臺中車站）等6條路線，提供居民搭乘及臺中市區、臺中海線地區、烏日區、潭子區、大雅區等地轉運聯絡之用。清水區的公車站點主要集中於中山路、中華路、臨港路、和睦路、鰲峰路、五權路、漁港路、高美路、三美路等幹道上，前述各路皆有數條公車路線可供民眾搭乘。行經清水區的幹線公車除了93路、303路、304路、306路、500路以外，尚有91路（新社山環線，舊庄至中興嶺停車場）及數條臺灣大道幹線公車。
小黃公車是由臺中市公車系統之一，於2017年4月1日啟用，路線皆採固定時間發車且免費搭乘，乘車需於前一天預約，預約人數較多時則安排多輛計程車以提供載客服務，當中僅無臺中市市區公車行駛、停靠之路段可隨招隨停，以擴大公共運輸服務範圍至年長者、行動不便、偏遠地區、攜帶大型行李的民眾。行經清水區的小黃公車路線有黃13路（大缺至華南銀行）、黃14路（裕嘉里至清水車站）、黃22路（下舊庄至大雅）等3條，提供頂湳、海風、楊厝、菁埔、國姓、橋頭、西寧、北寧、文昌、裕嘉、臨江、海濱、武鹿、中社、秀水、南寧、清水、南社、東山等19個里的居民搭乘。

### 公共自行車
臺中市公共自行車租賃系統（iBike）是臺中市政府推動的公共自行車租賃系統，2013年6月開始規劃建置，2014年7月18日開始營運，2017年5月16日使用次數突破一千萬人次，清水區已於2017年1月11日正式引進YouBike1.0系統，並於2021年7月21日引進YouBike2.0系統，2023年6月28日全面停止營運YouBike1.0系統，改為僅營運YouBike2.0系統。資料截至2024年12月31日，YouBike2.0系統已於清水區設有61個站點，並可甲地租車、乙地還車，提供民眾租借使用。

## 設施景點

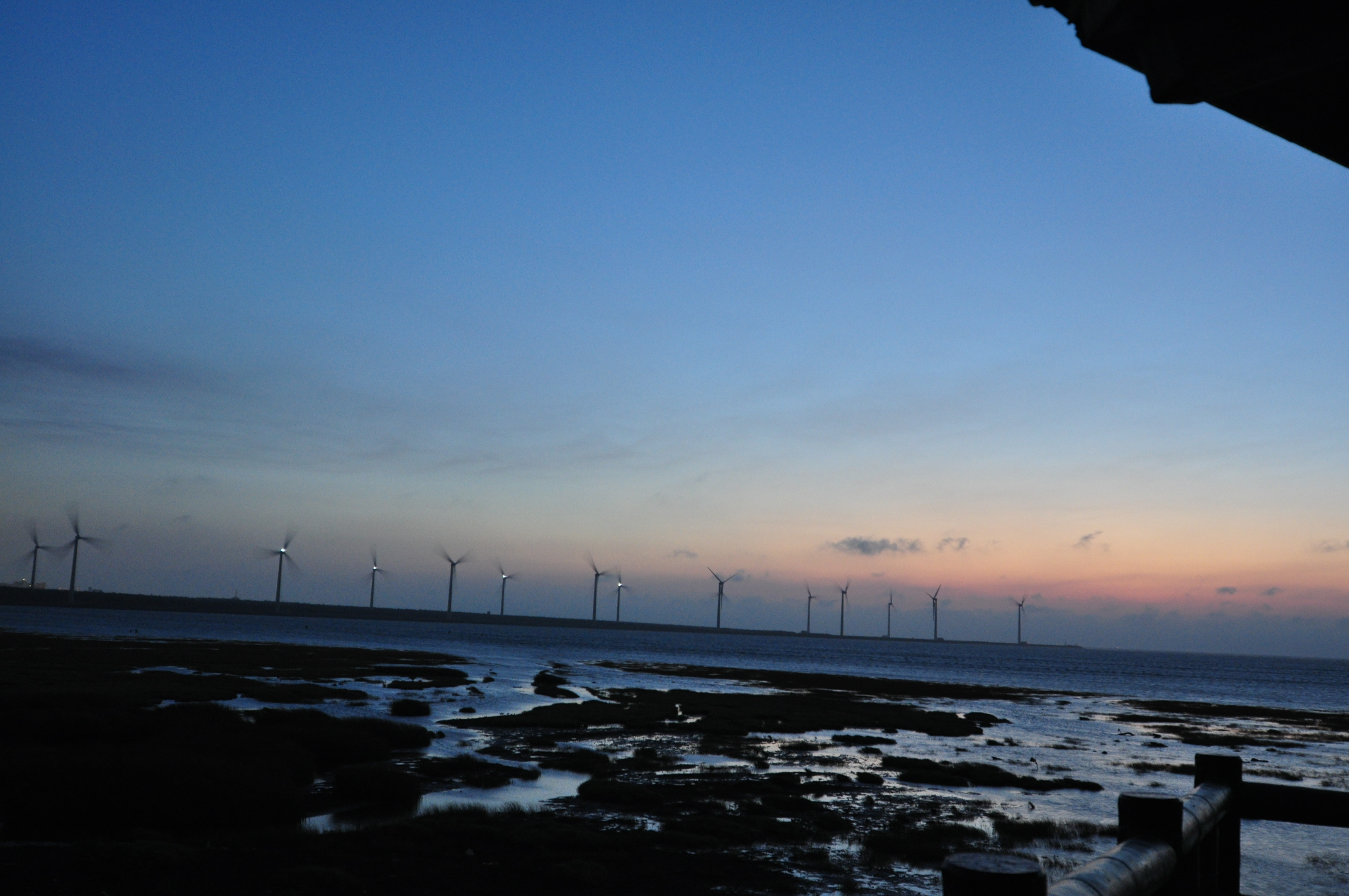
高美濕地日落時分
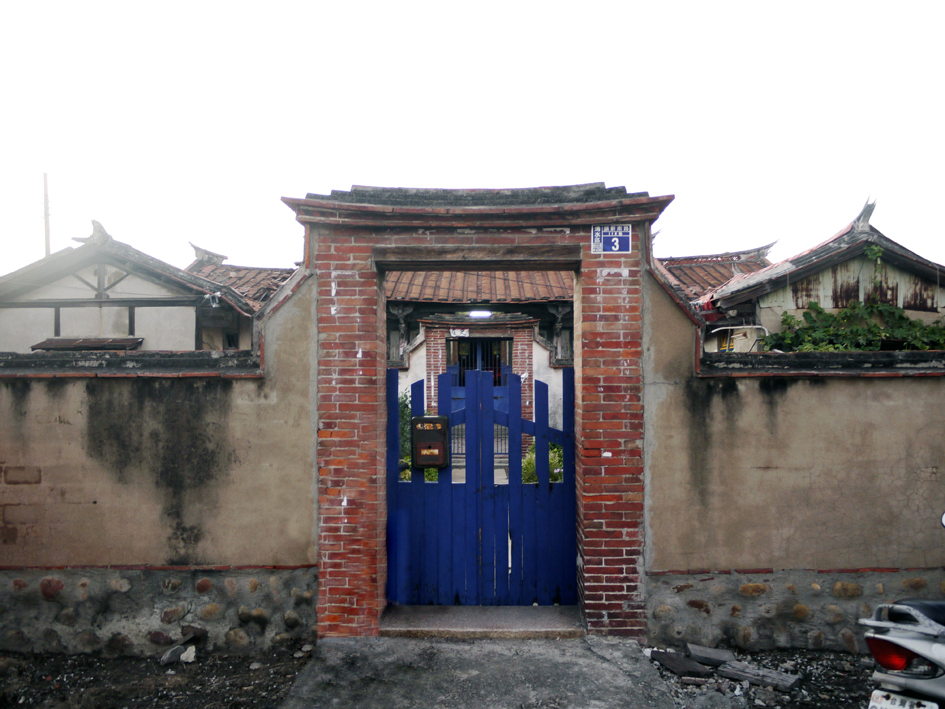
社口楊宅（中棟 楊金波宅第，市定古蹟）
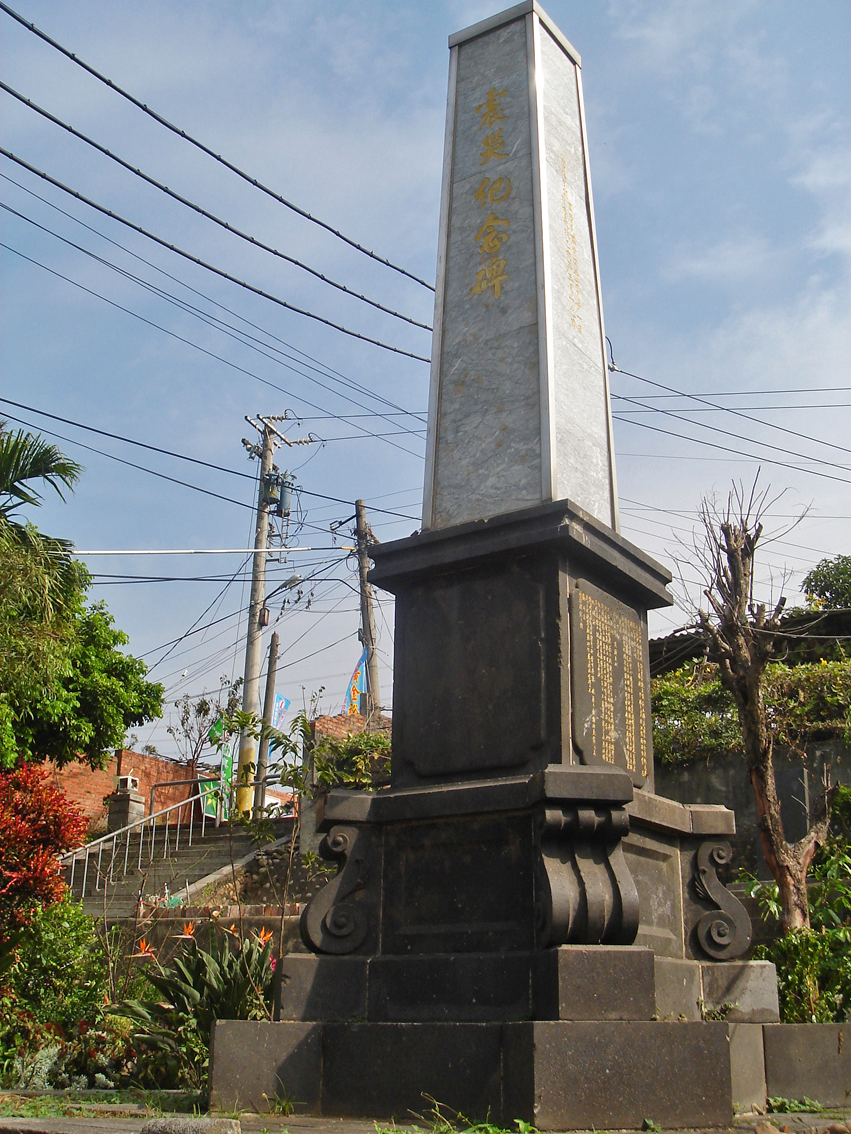
清水街震災紀念碑（歷史建築）
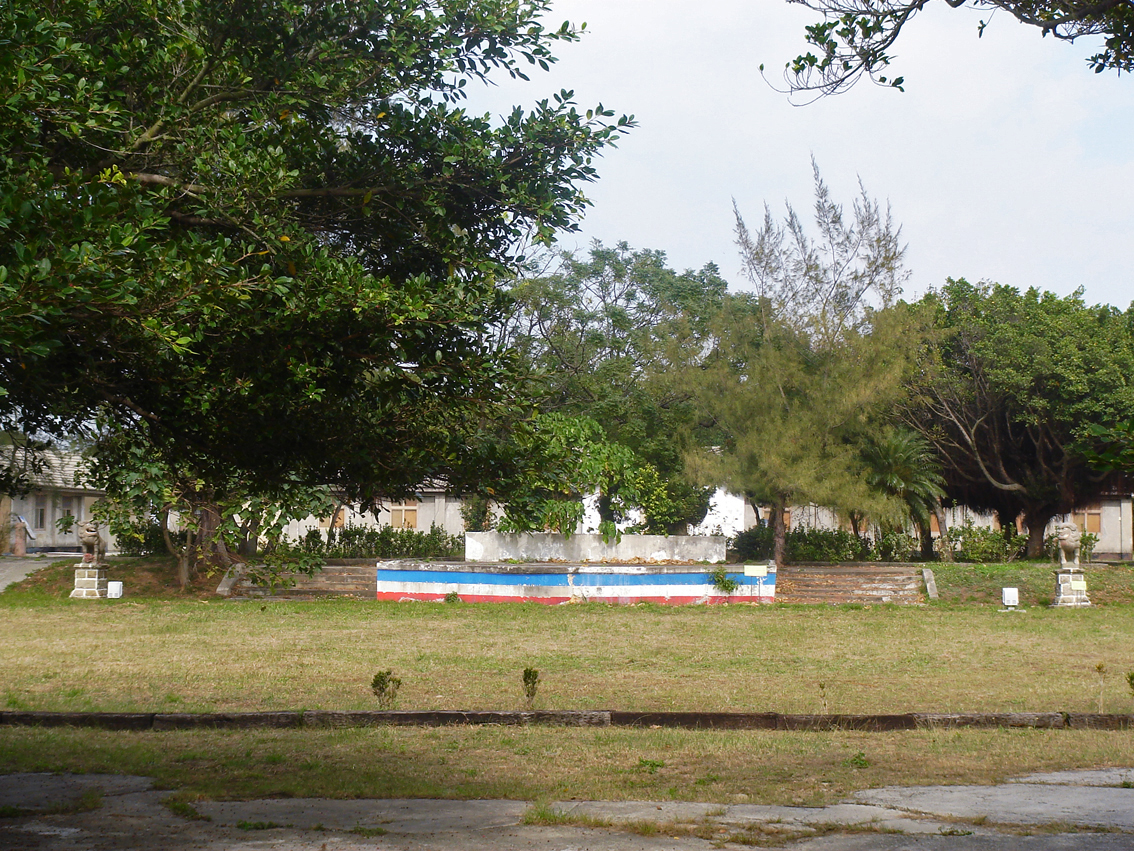
牛罵頭遺址文化園區（市定遺址、歷史建築、古物）
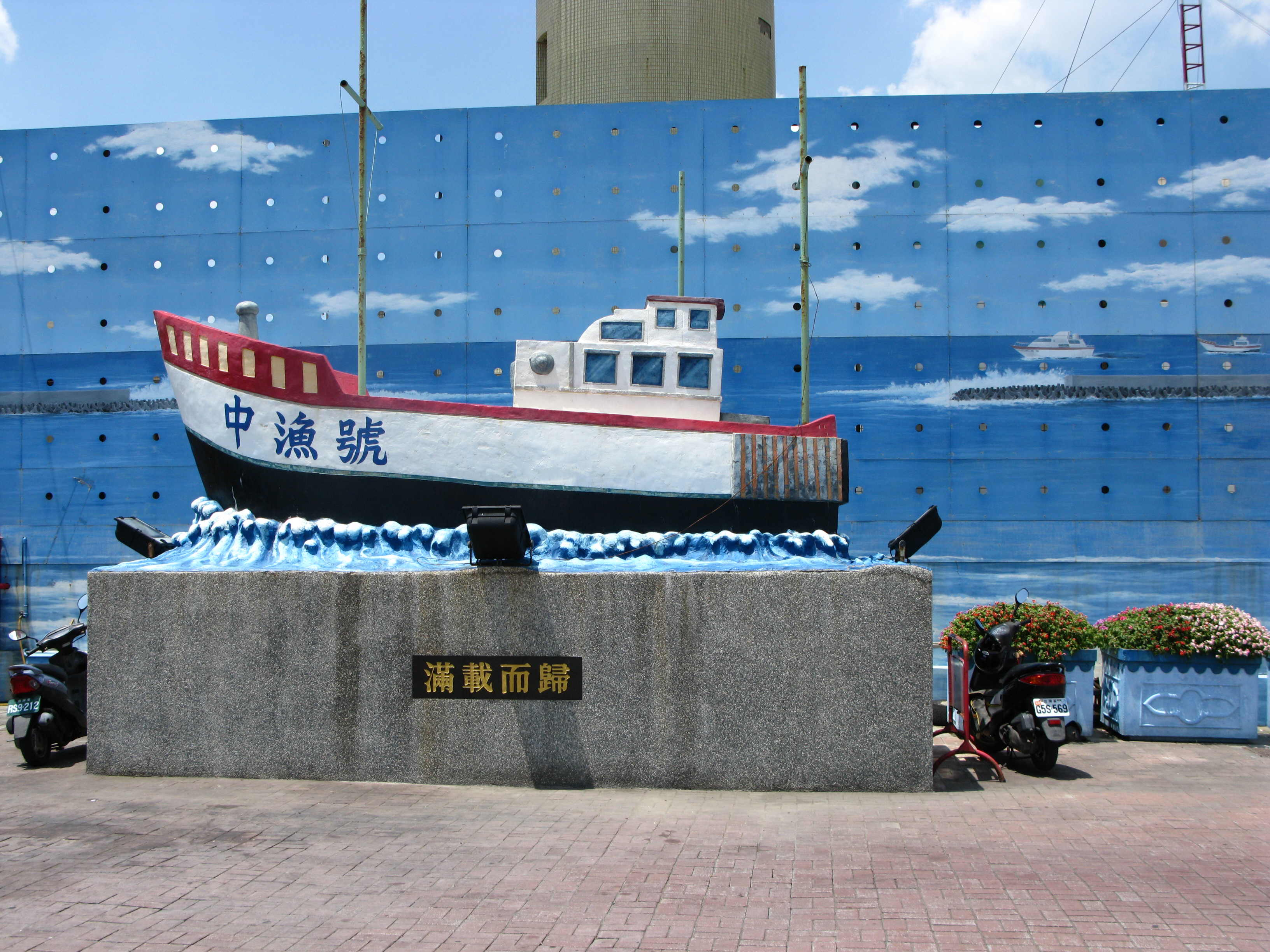
梧棲漁港
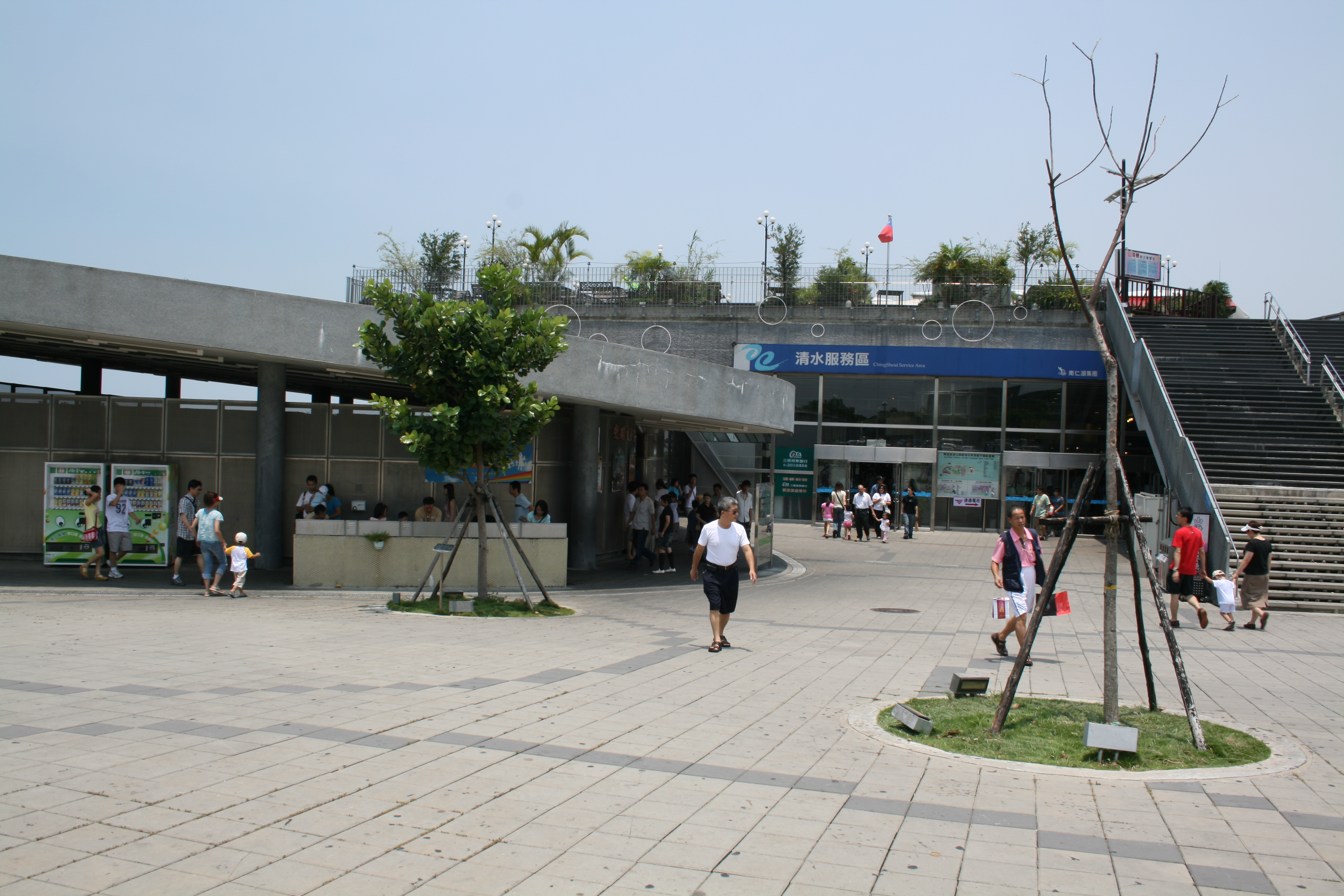
國道三號的清水休息站
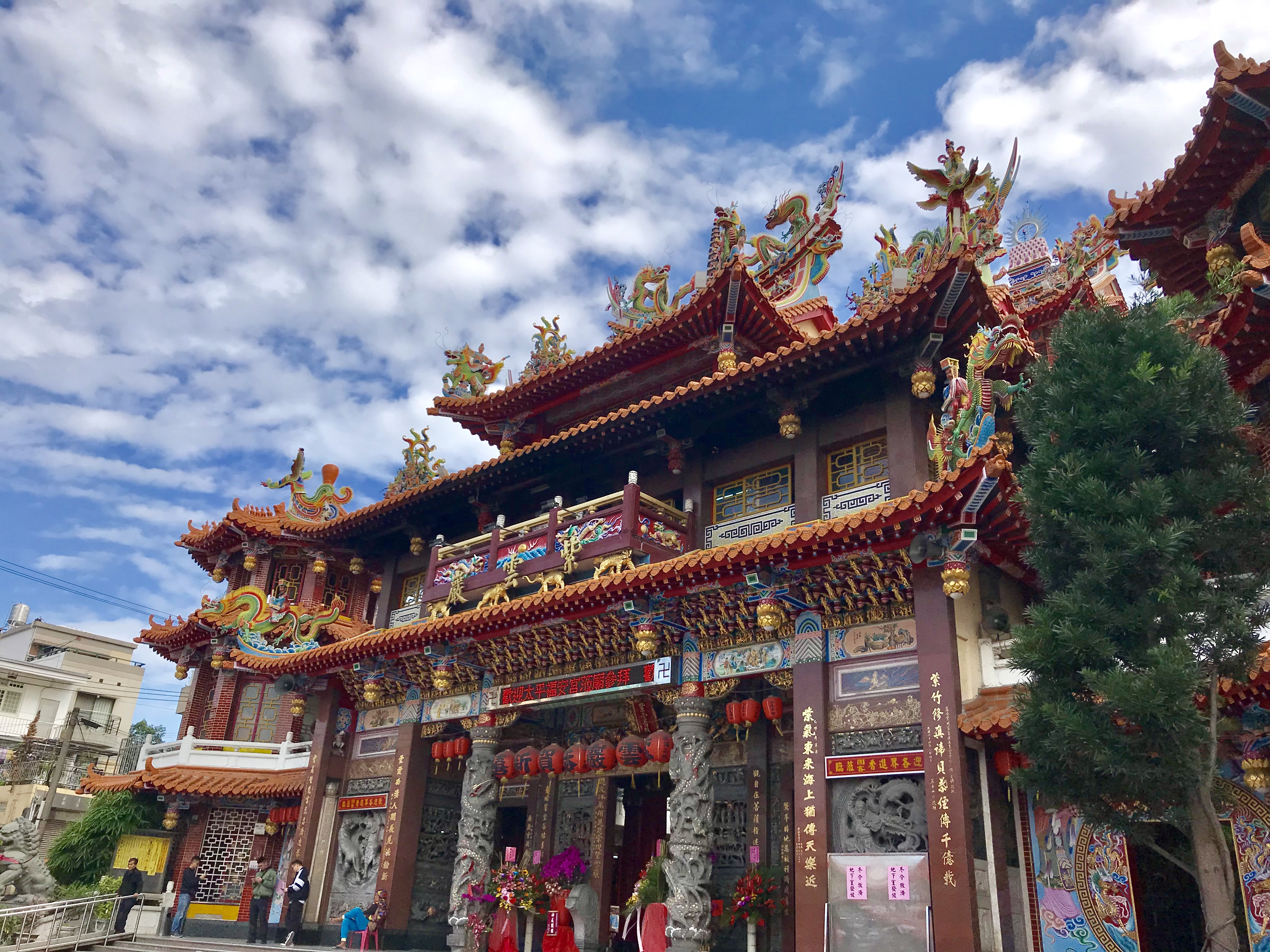
清水紫雲巖

運動場所
- 清水運動中心[42]

宗教廟宇
- 紫雲巖（觀音亭）：為清水地區的信仰中心，主祀觀世音菩薩，同時也是台中地區最大的觀音媽廟宇。
- 清水楊厝里三元宮：為鰲峰山上最大的信仰中心，座落於鰲峰山正中心，主祀哪吒太子，觀音佛祖，天上聖母，哪吒太子的聖誕日為農曆7月初7，開基太子神尊可追溯自清朝，原為爐主制，觀音佛祖為清朝時期，紫雲巖分靈至楊厝里、海風里、十分寮輪庄奉祀，因無合適的地理，直至民國79年才建廟，民國81年入火安座，天上聖母為建廟時，由楊厝里的里民籌資共同雕塑。
- 清水朝興宮：大甲媽祖回程駐駕的媽祖廟。
- 壽天宮：清水地區歷史最悠久的媽祖廟。
- 清水漢民祠：祭祀出生在清水的廖添丁。
- 清水菁埔里慈雲宮
- 清水無極鎮安宮
- 清水蓬麓宮
- 清水奉寧宮
- 清水開基福德祠
- 清水順天宮
- 清水玉和宮
- 清水奉天宮
- 清水鎮靈宮
- 清水三太宮
- 清水三凰壇
- 清水高美西安朝天宮
- 清水高美文興宮
- 清水高美進興廟
- 清水港口良聖宮
- 清水甲南北真宮
- 清水甲南湄安宮
- 清水護安宮
- 清水中關太子府
- 清水玄法會清水金虎爺分會

人文景點
- 清水社口楊宅
- 清水區農村文物館
- 清水眷村文化園區：台中市首個登錄為聚落建築群的眷村聚落。
- 清水黃家瀞園
- 清水農會韭黃文化館
- 臺中市港區藝術中心

自然景點
- 五福圳自行車道
- 甲南玉聖寺

鰲峰山區域
- 牛罵頭文化園區：原為日治時期清水神社所在地，中華民國接管臺灣後成為軍營。約1997年前後，陸軍撤出營區，原本計畫在此設立清水的第四所國民中學，後因故作罷，之後園內文物建物陸續登錄為台中文化資產，最後轉型成立文化園區。
- 神社崎：原清水神社的後參道，目前的路牌名為「延壽路」，沿途有林務局清水工作分站和清水街震災紀念碑。
- 清水街震災紀念碑：立於昭和11年（1936年），為追悼在昭和10年發生的中部大地震罹難者而建。
- 清水大楊油庫：越戰的歷史建物 。
- 橫山戰備道遺跡（清水鬼洞）
- 清水鬼洞 （页面存档备份，存于）
- 鰲峰山觀景台
- 鰲峰山公園
- 國道三號清水服務區

沿海區域
- 梧棲漁港
- 信義公老榕樹
- 高美濕地與旅客中心
- 高美燈塔
- 高美植物園
- 高美自行車道
- 風車大道

### 電影院
- 時代數位3D影城：提供清水區毗鄰七區看電影的所在

## 國際交流

### 姐妹市
| 國家 | 城市                     | 締結日期      |
| ---- | ------------------------ | ------------- |
| 美国 | 加利西哥（加利福尼亞州） | 1990年2月15日 |

資料來源：臺中市清水區公所

## 外部連結
- 臺中市清水區公所 （页面存档备份，存于）